# Giovanni Franzoni
Pour les articles homonymes, voir Franzoni.
 Giovanni Franzoni, né le 30 mars 2001 à Manerba del Garda, est un  skieur alpin italien.

## Biographie
En 2019, au Festival Olympique de la jeunesse européenne à  Jahorina, il prend la 10e place du slalom et la 11e place du géant.
En 2020, il est 5e du super G des championnats du monde juniors à Narvik. Il termine aussi à la 4e place de la Coupe d'Europe de combiné.
En février 2021, il participe à ses premiers championnats du monde (seniors) à Cortina d'Ampezzo où il prend une bonne  14e place dans le slalom géant. Début mars 2021 à Bansko il est sacré champion du monde juniors de super G et vice-champion de slalom géant. Fin mars il est champion d'Italie du combiné à Santa Caterina.
En mars 2022 à Panorama (en), il est à nouveau champion du monde Juniors, en descente et en combiné. Il prend aussi la 3e place en super G.
Il remporte le classement général de la coupe d'Europe 2021-2022, ainsi que le classement du super G, avec 3 victoires à son actif. Fin mars, il est vice-champion d'Italie de slalom géant à Sestrières.
En janvier 2023, il se blesse à la cuisse droite et met fin à sa saison.
A la fin de la saison 2023-2024, il se classe second du classement général de la coupe d'Europe de super G et il finit 3e du championnat d'Italie de super G à Sarentino.
Le 7 décembre 2024, il obtient son premier top-10 en coupe du monde avec une remarquable 4e place dans le super G de Beaver Creek. En février il dispute ses seconds championnats du monde à Saalbach où il se classe 20e du géant et 21e de la descente. Il termine sa saison à la 13e place du classement de la coupe du monde de géant, avec 3 tops-10. Début avril, il est sacré champion d'Italie de super G et de géant, ainsi que vice-champion d'Italie en descente.

## Palmarès

### Championnats du monde
| Édition / Epreuve               | Descente | Super G | Slalom géant | Slalom | Combiné | Parallèle | Team event |
| Mondiaux 2021 Cortina d'Ampezzo | -        | -       | 14e          | -      | 23e     | -         | -          |
| Mondiaux 2025 Saalbach          | 21e      | -       | 20e          | -      | -       | -         | -          |

### Coupe du monde
- 48 départs en coupe du monde
- Meilleur classement général : 49e en 2025 avec 187 points.
- Meilleur classement de descente : 32e en 2025 avec 40 points
- Meilleur classement de super G : 13e en 2025 avec 147 points.
- 3 tops-10
- Meilleur résultat sur une épreuve de coupe du monde de super G : 4e à Beaver Creek le 7 décembre 2024.
- Meilleur résultat sur une épreuve de coupe du monde de descente : 14e à Kitzbühel le 25 janvier 2025 et le 21 décembre 2024
- Meilleur résultat sur une épreuve de coupe du monde de géant : 24e à Adelboden le 8 janvier 2022.

#### Classements
| Saison / Épreuve | Saison / Épreuve | Général | Général | Descente | Descente | Super G | Super G | Géant  | Géant  | Slalom | Slalom | Combiné | Combiné |
| ---------------- | ---------------- | ------- | ------- | -------- | -------- | ------- | ------- | ------ | ------ | ------ | ------ | ------- | ------- |
| Saison / Épreuve | Saison / Épreuve | Class.  | Points  | Class.   | Points   | Class.  | Points  | Class. | Points | Class. | Points | Class.  | Points  |
| 2022             | 2022             | 138e    | 8       | -        | -        | 53e     | 1       | 51e    | 7      | -      | -      | -       | -       |
| 2023             | 2023             | 133e    | 14      | 59e      | 5        | 58e     | 9       | -      | -      | -      | -      | -       | -       |
| 2024             | 2024             | 140e    | 5       | -        | -        | 52e     | 5       | -      | -      | -      | -      | -       | -       |
| 2025             | 2025             | 49e     | 187     | 32e      | 40       | 13e     | 147     | -      | -      | -      | -      | -       | -       |

### Championnats du monde juniors
| Épreuve / Édition           | Descente | Super G | Slalom géant | Slalom  | Combiné | Team event |
| Mondiaux 2020 Narvik        | 13e      | 5e      | -            | annulé  | -       | annulée    |
| Mondiaux 2021 Bansko        | annulé   | Or      | Argent       | Abandon | annulé  | annulé     |
| Mondiaux 2022 Panorama (en) | Or       | Bronze  | 5e           | -       | Or      | -          |

### Coupe d'Europe
- 10 podiums dont 3 victoires

#### Classements
| Saison / Épreuve | Saison / Épreuve | Général | Général | Descente | Descente | Super G | Super G | Slalom géant | Slalom géant | Slalom | Slalom | Combiné | Combiné |
| ---------------- | ---------------- | ------- | ------- | -------- | -------- | ------- | ------- | ------------ | ------------ | ------ | ------ | ------- | ------- |
| Saison / Épreuve | Saison / Épreuve | Class.  | Points  | Class.   | Points   | Class.  | Points  | Class.       | Points       | Class. | Points | Class.  | Points  |
| 2020             | 2020             | 30e     | 212     | -        | -        | 14e     | 110     | 47e          | 22           | -      | -      | 4e      | 80      |
| 2021             | 2021             | 10e     | 353     | 33e      | 32       | 13e     | 132     | 14e          | 149          | -      | -      | 6e      | 40      |
| 2022             | 2022             | 1er     | 709     | 48e      | 20       | 1er     | 453     | 4e           | 236          | -      | -      | -       | -       |
| 2024             | 2024             | 4e      | 495     | 17e      | 85       | 2e      | 310     | 25e          | 100          | -      | -      | -       | -       |

### Festival olympique de la jeunesse européenne
| Édition / Epreuve  | Slalom géant | Slalom |
| FOJE 2019 Jahorina | 11e          | 10e    |